# Goya a la millor actriu
El Premi Goya a la millor actriu protagonista és un dels 28 Premis Goya entregats anualment.

## Nominades i guanyadores

### Dècada del 2020
| Guanyadora            | Candidates                                                | |
| XXXIX edició - 2025   | XXXIX edició - 2025                                       | XXXIX edició - 2025 |
| --------------------- | --------------------------------------------------------- | --- |
|                       |                                                           | - Emma Vilarasau per Casa en flames - Julianne Moore per La habitación de al lado - Tilda Swinton per La habitación de al lado - Carolina Yuste per La infiltrada - Patricia López Arnaiz per Los destellos |
| XXXVIII edició - 2024 |                                                           | |
|                       | Malena Alterio com a Lucía a Que nadie duerma             | - Laia Costa com a Nat a Un amor |
| XXXVII edició - 2023  |                                                           | |
|                       | Laia Costa com a Amaia a Cinco lobitos                    | - Vicky Luengo com a Elena a Suro |
| XXXVI edició - 2022   |                                                           | |
|                       | Blanca Portillo com a Maixabel Lasa a Maixabel            | - Penélope Cruz com a Janis Martínez Moreno a Madres paralelas |
| XXXV edició - 2021    |                                                           | |
|                       | Patricia López Arnaiz com a Lide a Ane                    | - Candela Peña com a Rosa a La boda de Rosa |
| XXXIV edició - 2020   |                                                           | |
|                       | Belén Cuesta com a Rosa Domínguez a La trinchera infinita | - Marta Nieto com a Elena a Madre |

### Dècada del 2010
| Guanyadora           | Candidates                                                  | |
| XXXIII edició - 2019 | XXXIII edició - 2019                                        | XXXIII edició - 2019 |
| -------------------- | ----------------------------------------------------------- | --- |
|                      | Susi Sánchez com a Anabel a La malaltia del diumenge        | - Najwa Nimri com a Lila Cassen a Quién te cantará - Penélope Cruz com a Laura a Todos lo saben - Lola Dueñas com a Leonor a Viaje al cuarto de una madre       |
| XXXII edició - 2018  |                                                             | |
|                      | Nathalie Poza com a Carla a No sé decir adiós               | - Penélope Cruz com a Virginia a Loving Pablo |
| XXXI edició - 2017   |                                                             | |
|                      | Emma Suárez com a Julieta a Julieta                         | - Carmen Machi com a Rosa a La puerta abierta - Penélope Cruz com a Macarena Granada a La reina de España - Bárbara Lennie com a María a María (y los demás)    |
| XXX edició - 2016    |                                                             | |
|                      | Natalia de Molina com a Rocío Gómez Moreno a Techo y comida | - Inma Cuesta com a Novia a La novia - Penélope Cruz com a Magda a Ma ma - Juliette Binoche com a Josephine Peary a Ningú no vol la nit                         |
| XXIX edició - 2015   |                                                             | |
|                      | Bárbara Lennie com a Bárbara a Magical Girl                 | - Elena Anaya com a Lupe a Todos están muertos - María León com a Sara a Marsella - Macarena Gómez com a Montse a Musarañas                                     |
| XXVIII edició - 2014 |                                                             | |
|                      | Marian Álvarez com a Ana a La herida                        | - Inma Cuesta com a Ruth a 3 bodas de más - Aura Garrido com a Ella a Stockholm - Nora Navas com a Geni a Tots volem el millor per a ella                       |
| XXVII edició - 2013  |                                                             | |
|                      | Maribel Verdú com a Encarna / la Madrastra a Blancaneu      | - Penélope Cruz com a Gemma a Venuto al mondo - Aida Folch com a Mercè a El artista y la modelo - Naomi Watts com a María Bennett a Lo imposible                |
| XXVI edició - 2012   |                                                             | |
|                      | Elena Anaya com a Vera Cruz a La piel que habito            | - Inma Cuesta com a Hortensia a La voz dormida - Verónica Echegui com a Laia a Katmandú, un espejo en el cielo - Salma Hayek com a Luisa a La chispa de la vida |
| XXV edició - 2011    |                                                             | |
|                      | Nora Navas com a Florència a Pa negre                       | - Elena Anaya com a Alba a Habitación en Roma - Emma Suárez com a Alícia a La mosquitera - Belén Rueda com a Julia Levin / Sara a Los ojos de Julia             |
| XXIV edició - 2010   |                                                             | |
|                      | Lola Dueñas com a Laura Valiente a Yo, también              | - Penélope Cruz com a Lena a Los abrazos rotos - Maribel Verdú com a Miranda a Tetro - Rachel Weisz com a Hipàcia d'Alexandria a Agora                          |

### Dècada del 2000
| Guanyadora          | Candidates                                                     | |
| XXIII edició - 2009 | XXIII edició - 2009                                            | XXIII edició - 2009 |
| ------------------- | -------------------------------------------------------------- | --- |
|                     | Carme Elias com a Gloria a Camino                              | - Verónica Echegui com a Isa a El patio de mi cárcel - Ariadna Gil com a Aurora Rodríguez a Solo quiero caminar - Maribel Verdú com a Elena a Los girasoles ciegos      |
| XXII edició - 2008  |                                                                | |
|                     | Maribel Verdú com a Ángela a Siete mesas de billar francés     | - Blanca Portillo com a Charo a Siete mesas de billar francés - Belén Rueda com a Laura a El orfanato - Emma Suárez com a Nines a Bajo las estrellas                    |
| XXI edició - 2007   |                                                                | |
|                     | Penélope Cruz com a Raimunda a Volver                          | - Silvia Abascal com a Finea a La dama boba - Marta Etura com a Paula a AzulOscuroCasiNegro - Maribel Verdú com a Mercedes a El laberinto del fauno                     |
| XX edició - 2006    |                                                                | |
|                     | Candela Peña com a Caye a Princesas                            | - Adriana Ozores com a Pilar a Heroína - Nathalie Poza com a Ana a Malas temporadas - Emma Vilarasau com a Irene a Para que no me olvides                               |
| XIX edició - 2005   |                                                                | |
|                     | Lola Dueñas com a Rosa a Mar adentro                           | - Pilar Bardem com a María Zambrano a María querida - Ana Belén com a Hortensia a Cosas que hacen que la vida valga la pena - Penélope Cruz com a Italia a No te muevas |
| XVIII edició - 2004 |                                                                | |
|                     | Laia Marull com a Pilar a Te doy mis ojos                      | - Ariadna Gil com a Lola a Soldados de Salamina - Adriana Ozores com a Amparo a La suerte dormida - Sarah Polley com a Ann a Mi vida sin mí                             |
| XVII edició - 2003  |                                                                | |
|                     | Mercè Sampietro com a Liliana Rovira a Lugares comunes         | - Ana Fernández com a Andrea a Historia de un beso - Adriana Ozores com a Ágata a La vida de nadie - Leonor Watling com a Elvira a A mi madre le gustan las mujeres     |
| XVI edició - 2002   |                                                                | |
|                     | Pilar López de Ayala com a Joana I de Castella a Juana la Loca | - Victoria Abril com a Lola Nevado a Sin noticias de Dios - Nicole Kidman com a Grace Stewart a The Others - Paz Vega com a Ángela a Sólo mía                           |
| XV edició - 2001    |                                                                | |
|                     | Carmen Maura com a Julia a La comunidad                        | - Icíar Bollaín com a Leo a Leo - Lydia Bosch com a Julia a You're the one - Adriana Ozores com a Susana Grey a Plenilunio                                              |
| XIV edició - 2000   |                                                                | |
|                     | Cecilia Roth com a Manuela a Todo sobre mi madre               | - Ariadna Gil com a Isabel a Lágrimas negras - Carmen Maura com a Berta a Lisboa - Mercè Sampietro com a Gloria a Cuando vuelvas a mi lado                              |

### Dècada del 1990
| Guanyadora         | Candidates                                                                    | |
| XIII edició - 1999 | XIII edició - 1999                                                            | XIII edició - 1999 |
| ------------------ | ----------------------------------------------------------------------------- | --- |
|                    | Penélope Cruz com a Macarena Granada a La niña de tus ojos                    | - Cayetana Guillén Cuervo com a Doña Lucrecia Richmond a El abuelo - Najwa Nimri com a Ana (jove) a Los amantes del Círculo Polar - Leonor Watling com a Carmen a La hora de los valientes                                     |
| XII edició - 1998  |                                                                               | |
|                    | Cecilia Roth com a Alicia a Martín (Hache)                                    | - Julia Gutiérrez Caba com a Lola a El color de las nubes - Maribel Verdú com a Marina a La buena estrella |
| XI edició - 1997   |                                                                               | |
|                    | Emma Suárez com a Diana, condesa de Belflor a El perro del hortelano          | - Ana Torrent com a Ángela a Tesis - Concha Velasco com a Palmira Gadea a Más allá del jardín |
| X edició - 1996    |                                                                               | |
|                    | Victoria Abril com a Gloria a Nadie hablará de nosotras cuando hayamos muerto | - Ariadna Gil com a María a Antártida - Marisa Paredes com a Leo Macías a La flor de mi secreto |
| IX edició - 1995   |                                                                               | |
|                    | Cristina Marcos com a Yoli a Todos los hombres sois iguales                   | - Ana Belén com a Desideria Oliván a La pasión turca - Ruth Gabriel com a Charo a Días contados |
| VIII edició - 1994 |                                                                               | |
|                    | Verónica Forqué com a Kika a Kika                                             | - Carmen Maura com a Ana a Sombras en una batalla - Emma Suárez com a Lisa a La ardilla roja |
| VII edició - 1993  |                                                                               | |
|                    | Ariadna Gil com a Violeta a Belle Époque                                      | - Penélope Cruz com a Silvia a Jamón, jamón - Assumpta Serna com a Adela a El maestro de esgrima |
| VI edició - 1992   |                                                                               | |
|                    | Sílvia Munt com a Carmen a Alas de mariposa                                   | - Victoria Abril com a Luisa a Amantes - Maribel Verdú com a Trini a Amantes |
| V edició - 1991    |                                                                               | |
|                    | Carmen Maura com a Carmela a ¡Ay, Carmela!                                    | - Victoria Abril com a Marina Osorio a ¡Átame! - Charo López com a Clara a Lo más natural |
| IV edició - 1990   |                                                                               | |
|                    | Rafaela Aparicio com a abuela a El mar y el tiempo                            | - Victoria Abril com a Menchu / Ramona / Aurora Nin a Si te dicen que caí - Ana Belén com a Paloma a El vuelo de la paloma - Verónica Forqué com a Chusa a Bajarse al moro - Ángela Molina com a Pepita a Las cosas del querer |

### Dècada del 1980
| Guanyadora        | Candidates                                                                | |
| III edició - 1989 | III edició - 1989                                                         | III edició - 1989 |
| ----------------- | ------------------------------------------------------------------------- | --- |
|                   | Carmen Maura com a Pepa Marcos a Mujeres al borde de un ataque de nervios | - Victoria Abril com a Ana Alonso a Baton Rouge - Ana Belén com a Alejandra a Miss Caribe - María Fernanda D'Ocón com a sor Mercedes a Caminos de tiza - Ángela Molina com a Charo a Luces y sombras |
| II edició - 1988  |                                                                           | |
|                   | Verónica Forqué com a Ana a La vida alegre                                | - Victoria Abril com a Chelo a El Lute: camina o revienta - Irene Gutiérrez Caba com a Bernarda Alba a La casa de Bernarda Alba                                                                      |
| I edició - 1987   |                                                                           | |
|                   | Amparo Rivelles com a Laura a Hay que deshacer la casa                    | - Victoria Abril com a Dorita a Tiempo de silencio - Ángela Molina com a Rosa a La mitad del cielo                                                                                                   |

## Estadístiques

### Actrius amb més premis com a protagonista
| Premis          | Actriu       |
| --------------- | ------------ |
| 3               | Carmen Maura |
| 2               |              |
| Penélope Cruz   |              |
| Maribel Verdú   |              |
| Emma Suárez     |              |
| Lola Dueñas     |              |
| Verónica Forqué |              |
| Cecilia Roth    |              |

### Actrius amb més candidatures com a protagonista
| Nominacions | Actriu         |
| ----------- | -------------- |
| 12          | Penélope Cruz  |
| 8           | Maribel Verdú  |
| 8           | Victoria Abril |
| 6           | Emma Suárez    |
| 5           | Carmen Maura   |
| 5           | Ariadna Gil    |
| 4           | Ana Belén      |
| 4           | Adriana Ozores |

| Nominacions | Actriu                |
| ----------- | --------------------- |
| 3           | Lola Dueñas           |
| 3           | Elena Anaya           |
| 3           | Bárbara Lennie        |
| 3           | Inma Cuesta           |
| 3           | Verónica Forqué       |
| 3           | Ángela Molina         |
| 2           | Belén Rueda           |
| 2           | Cecilia Roth          |
| 2           | Nora Navas            |
| 2           | Nathalie Poza         |
| 2           | Candela Peña          |
| 2           | Blanca Portillo       |
| 2           | Mercè Sampietro       |
| 2           | Verónica Echegui      |
| 2           | Najwa Nimri           |
| 2           | Leonor Watling        |
| 2           | Laia Costa            |
| 2           | Patricia López Arnaiz |

### Actrius premiades i candidates de menor i major edat
- Premiada de menor edat: Pilar López de Ayala, amb 23 anys, per Juana la Loca (XVI edició, 2001).
- Premiada de major edat: Rafaela Aparicio, amb 83 anys, per El mar y el tiempo (IV edició, 1989).
- Candidata de menor edat: Penélope Cruz, amb 17 anys, per Jamón, jamón (VII edició, 1992).
- Candidata de major edat: Rafaela Aparicio, amb 83 anys, per El mar y el tiempo (IV edició, 1989).